# 拟角状耳蕨
拟角状耳蕨（学名：Polystichum christii）为鳞毛蕨科耳蕨属下的一个种。

## 扩展阅读
- 維基物種上的相關：拟角状耳蕨